# Medicejský palác
Medicejský palác, zvaný také Palác Medicejů a Riccardiů podle rodiny, která ho vlastnila později a rozšířila (italsky Palazzo Medici nebo Palazzo Medici Riccardi), je renesanční palác v italské Florencii. Slouží jako muzeum a jako sídlo regionu Metropolitní město Florencie.

## Historie
V letech 1444 až 1484 ho nechal vybudovat Cosimo Medicejský, architektem byl Michelozzo di Bartolomeo. Palácovou Kapli sv. Tří králů zdobí fresky, jež kolem roku 1459 vytvořil Benozzo Gozzoli a na kterých lze najít portréty tehdejších Medicejů a jejich přátel a spojenců.